# Джулиус Ървинг
Джулиус Ървинг (на английски: Julius Erving), роден на 22 февруари 1950 г., е бивш американски баскетболист, по-известен с прякора си Д-р Джей. Надарен с великолепен отскок и прекрасен контрол на тялото във въздуха, Д-р Джей (висок 198 см) е пионерът на модерния стил на игра, който набляга на атрактивни изпълнения във въздуха и игра над ринга. Той е най-голямата звезда на Американската баскетболна асоциация (АБА), баскетболна лига, която е конкурент на НБА през 70-те години, преди да се влее в последната през 1976 г.
През 1971 г. Ървинг решава да се присъедини към АБА и отбора на Вирджиния Скуайърс, който обаче е принуден да го продадат през 1973 г. на Ню Йорк Нетс заради финансови проблеми. През 1972 г. Д-р Джей е избарн и в драфта на НБА от отбора на Милуоки Бъкс, в който по това време играят легендарния Оскар Робъртсън и младия център Лю Алсиндор, прочул се после под името Карийм Абдул-Джабар. Ървинг обаче подписва договор с отбора на Атланта Хоукс, в който по това време играе друга легенда – Пийт Маравич. Заради нарушение на правилата на НБА при подписване на договора обаче Ървинг е принуден да се завърне в АБА.
Д-р Джей печели титлата на АБА на два пъти с отбора на Нетс (1974 и 1976 г.), като също така е избран и в три поредни години за най-полезен играч в лигата (MVP) – 1974, 1975 и 1976 г.
След вливането на АБА в НБА през 1976 г. Д-р Джей преминава в отбора на Филаделфия 76, който бързо се превръща в сензация в лигата и стига до спор за титлата с Портланд Трейл Блейзърс, водени от центъра Бил Уолтън. Филаделфия повежда с 2 – 0 победи във финалната серия (играе са до 4 победи), но след това изненадващо губи четири поредни мача и пропуска шанса да спечели титлата.
Следващите две години Д-р Джей и Филаделфия стигат на два пъти до финалите на Източната конференция, но така и не успяват да се върнат във финалите на лигата. През 1980 г. обаче Филаделфия преодолява това препятствие (победа във финалите на Изток над Бостън Селтикс, за които за първа година играе Лари Бърд). Във финалите на НБА воденият от Д-р Джей отбор отново отстъпва с 2 – 4 пред Лос Анджелис Лейкърс, воден от изумителния новобранец Меджик Джонсън.
Ървинг изпуска титлата и през следващите два сезона, като първо отстъпва пред Бърд и Бостън във финалите на Изток през 1981 г. (Филаделфия повежда с 3 – 1 победи преди Бърд да обърне серията, като по-късно печели и първата си титла на НБА), а през 1982 г. отново е победен от Меджик и Езерняците с 2 – 4. През 1981 г. Ървинг печели първата и единствената си награда за Най-полезен играч в НБА.
През лятото на 1982 г. във Филаделфия пристига най-добрият център в лигата през тези години – Моузис Малоун и Д-р Джей успява да спечели първата си титла на НБА. Филаделфия печели 65 от 82 мача през редовния сезон и завършва на първо място. Преди началото на плейофите Малоун предрича, че Филаделфия няма да загуби нито един мач и ще спечели титлата. В действителност обаче Филаделфия губи ... един мач (във финалите на Изток от Милуоки Бъкс) и печели шампионската титла, след като във финалите помита Лейкърс с 4 – 0.
Това е и върховият момент в кариерата на Ървинг, който изиграва още четири сезона преди да се оттегли през 1987 г. на 37-годишна вързаст.
През 1993 г. д-р Джей е приет за член на Залата на славата на баскетбола. През 1996 г. е избран сред 50-те най-добри играча в историята на НБА.